# Cornerstones: 1967-1970
Cornerstones: 1967-1970 kompilacijski je album američkog glazbenika Jimija Hendrixa, postumno objavljen 1990. godine od izdavačke kuće Polydor.

## O albumu
Album sadrži Hendrixovih 18 najvećih uspješnica, uključujući i uživo izvedbe "Fire" i "Stone Free" s Atlanta International Pop Festivala održanog 4. srpnja 1970. godine. Cornerstones: 1967-1970 objavljen je u Velikoj Britaniji i drugim dijelovima Europe. Sve pjesme su snimljene u periodu između 23. listopada 1966. i kolovoz 1970. godine. Jedini je kompilacijski disk na kojemu se pojavljuje studijska verzija skladbe "Star Spangled Banner" (s albuma Rainbow Bridge).
Prvih nekoliko pjesama na ovoj kompilaciji počevši s "Hey Joe" dobar su primjeri klasičnih rock izvedbi. "Voodoo Chile", "Star Spangled Banner" i Stone Free više su psihodelične pjesme, dok "The Wind cries Mary", "Have you ever been", "Drifting and Angel" uključuju i nekoliko balada na ovom izdanju.

## Popis pjesama
Sve pjesme napisao je Jimi Hendrix, osim gdje je to drugačije naznačeno.
| Br. | Skladba                                                                                  | Autor                                                | Trajanje |
| --- | ---------------------------------------------------------------------------------------- | ---------------------------------------------------- | -------- |
| 1.  | »Hey Joe«                                                                                | Billy Roberts                                        |          |
| 2.  | »Purple Haze«                                                                            |                                                      |          |
| 3.  | »The Wind Cries Mary«                                                                    |                                                      |          |
| 4.  | »Foxy Lady«                                                                              |                                                      |          |
| 5.  | »Crosstown Traffic«                                                                      |                                                      |          |
| 6.  | »All Along the Watchtower«                                                               | Bob Dylan                                            |          |
| 7.  | »Voodoo Child (Slight Return)«                                                           |                                                      |          |
| 8.  | »Have You Ever Been« (s albuma Electric Ladyland)                                        |                                                      |          |
| 9.  | »Star Spangled Banner« (studijska verzija)                                               | Francis Scott Key, John Stafford Smith, Jimi Hendrix |          |
| 10. | »Stepping Stone«                                                                         |                                                      |          |
| 11. | »Room Full Of Mirrors«                                                                   |                                                      |          |
| 12. | »Ezy Rider«                                                                              |                                                      |          |
| 13. | »Freedom«                                                                                |                                                      |          |
| 14. | »Drifting«                                                                               |                                                      |          |
| 15. | »In From The Storm«                                                                      |                                                      |          |
| 16. | »Angel«                                                                                  |                                                      |          |
| 17. | »Fire« (uživo izvedba na the Atlanta International Pop Festivalu, 4. srpnja 1970.)       |                                                      |          |
| 18. | »Stone Free« (uživo izvedba na the Atlanta International Pop Festivalu, 4. srpnja 1970.) |                                                      |          |

## Izvođači
- Jimi Hendrix – električna gitara, prvi vokal, bas-gitara (u skladbama 7, 8), prateći vokal, kazoo od češlja i papira u skladbi 5
- Noel Redding – bas-gitara, prateći vokal
- Mitch Mitchell – bubnjevi
- Billy Cox – bas-gitara u skladbama 10, 11, 12, 13, 14, 15, 16, 17, 18, prateći vokal u skladbi 12
- Buddy Miles – bubnjevi u skladbama 10, 11 i 12, prateći vokal u skladbi 12

## Vanjske poveznice
- Discogs - recenzija albuma